# Historia de Nápoles
La historia de Nápoles abarca su pasado como antigua polis de la Magna Grecia, municipium de la Italia romana, capital del ducado bizantino de Nápoles, principal ciudad peninsular del Reino de Sicilia bajo las dinastías normandas y suabas, y, tras las Vísperas sicilianas, capital del Reino de Nápoles bajo las dinastías angevinas, aragonesas, francesas, españolas y austriacas que se sucedieron en el trono napolitano, hasta convertirse en capital del Reino de las Dos Sicilias bajo la Casa de Borbón-Dos Sicilias.

## Nápoles antigua/moderna

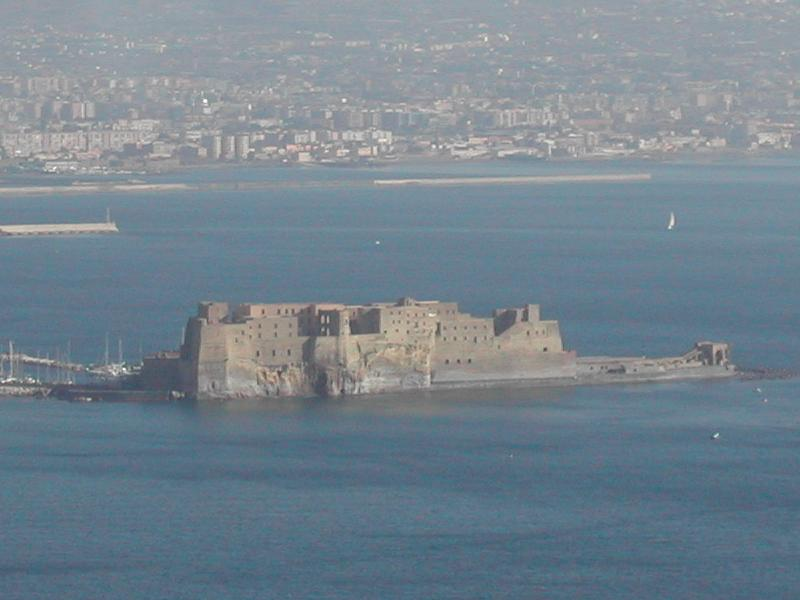
Islote de Megaride, lugar donde supuestamente se instalaron los primeros colonos griegos en el a. C. que fundarían Cumas. En ese lugar se encuentra el Castel dell'Ovo construido en la época romana.

La historia de la ciudad empieza con los griegos de Eubea, que a comienzos del siglo VIII a. C. fundaron, en la isla de Isquia, la que fue probablemente la primera colonia griega de Occidente: Pitecusa. En ese mismo siglo los colonos de la isla tuvieron que abandonarla debido a los violentos fenómenos geológicos que allí se produjeron. Se establecieron en el continente fundando así la ciudad de Cumas. Gentes de esta ciudad, un siglo más tarde (siglo VII a. C.), fundaron la ciudad de Parténope en la colina de Pizzofalcone. La ciudad se extendió tras su victoria sobre los etruscos en el 474 a. C. y tomó el nombre de Neápolis (ciudad nueva). A finales del siglo V a. C., los samnitas, instalados en los Abruzos, descendieron de sus montañas para ocupar la llanura litoral. Las ciudades griegas de la Campania, desprotegidas frente a estos aguerridos invasores, pidieron ayuda a Roma, que había repelido a los reyes etruscos y concluido la conquista del Lacio. 
Nápoles, ocupada en el 328 a. C., recibió el estatuto de ciudad aliada, y conservó en el seno de la República romana su característica propia de antigua ciudad griega. Sus gimnasios y escuelas alimentaron su reputación. Personajes famosos establecieron allí su residencia, como Lúculo, amigo y corresponsal de Cicerón, y Virgilio, que compuso Las Geórgicas y probablemente fue enterrado en Nápoles. En el siglo I de nuestra era, el emperador Tiberio se instaló en Capri. Hasta comienzo del siglo V a. C. Campania se mantuvo fuera de las invasiones germánicas. Pero las fronteras del Imperio cayeron en el año 406, y Nápoles y su región tuvieron que enfrentarse a los godos de Alarico I y posteriormente a los vándalos de Genserico. El destino del imperio se decidió en Nápoles: en el año 476 el patricio Odoacro destituyó al último emperador, Rómulo Augústulo, y lo encerró en una villa napolitana, situada donde hoy se encuentra Castel dell'Ovo.

## Nápoles medieval
Cuando el emperador bizantino Justiniano emprendió la reconquista de Italia y la reconstrucción de la unificación del Imperio romano en el siglo VI, Nápoles pasó bajo su dominio (536). Entre los siglos VIII y X, la historia de la región estuvo marcada por la lucha entre lombardos y bizantinos. En los siglos X y XI, el desmoronamiento del orden feudal arrastró consigo las antiguas divisiones políticas de Campania: el ducado lombardo de Benevento fue escindido en tres principados independientes, mientras que los ducados bizantinos, prácticamente independientes de la tutela imperial, se mantenían en Gaeta, Nápoles, Sorrento y Amalfi.
En esta situación los normandos probaron suerte. Llegaron al sur de Italia en el siglo X, y gradualmente extendieron su dominación gracias al apoyo de la Iglesia. Tras la conquista del principado de Salerno y posteriormente de Amalfi, Capua y Nápoles en 1139 por Roger II, el sur de Italia se convirtió en un solo Estado gobernado por los normandos, con Palermo como capital. Para conseguir el apoyo de la Iglesia, los normandos rindieron homenaje al papa Nicolás II (1059) y se comprometieron al pago de un censo a la Santa Sede.
La dinastía normanda se extinguió en 1189 a la muerte de Guillermo II, sin heredero. Entonces Enrique VI del Sacro Imperio Romano Germánico reivindicó el reino de Sicilia y se apoderó del trono en 1194. Se instaló así la dinastía suaba de los Hohenstaufen, cuyo representante más destacado fue Federico II, quien impulsó la vida cultural, económica y administrativa del reino.
En 1263, Carlos I de Anjou tomó posesión del reino de Sicilia, eliminó a los últimos representantes de los Hohenstaufen, e inauguró la hegemonía angevina en el sur de Italia. Nápoles se convirtió durante seis siglos en la capital de un reino independiente. En 1282, Nápoles continuó bajo control angevino, pero la isla de Sicilia pasó a control del rey Pedro III de Aragón. Tras numerosas revueltas feudales y revoluciones palaciegas, el periodo angevino concluyó en Nápoles en 1442 (época en que, sin embargo, se constituyó de iure la identidad política napolitana), al ser tomada por el rey Alfonso V de Aragón.

## Nápoles aragonesa y bajo la Monarquía Hispánica

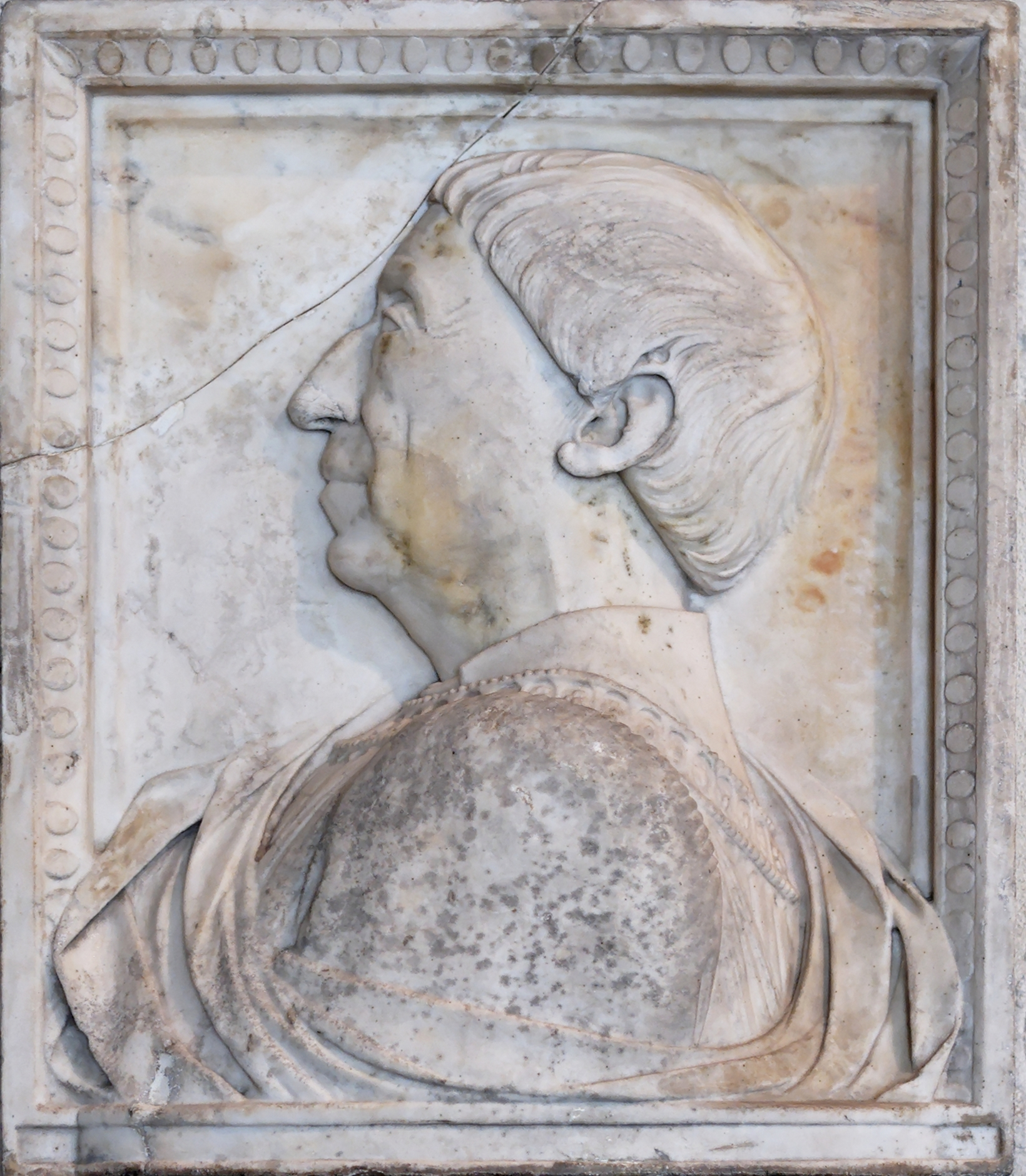
Retrato de Alfonso I de Nápoles.

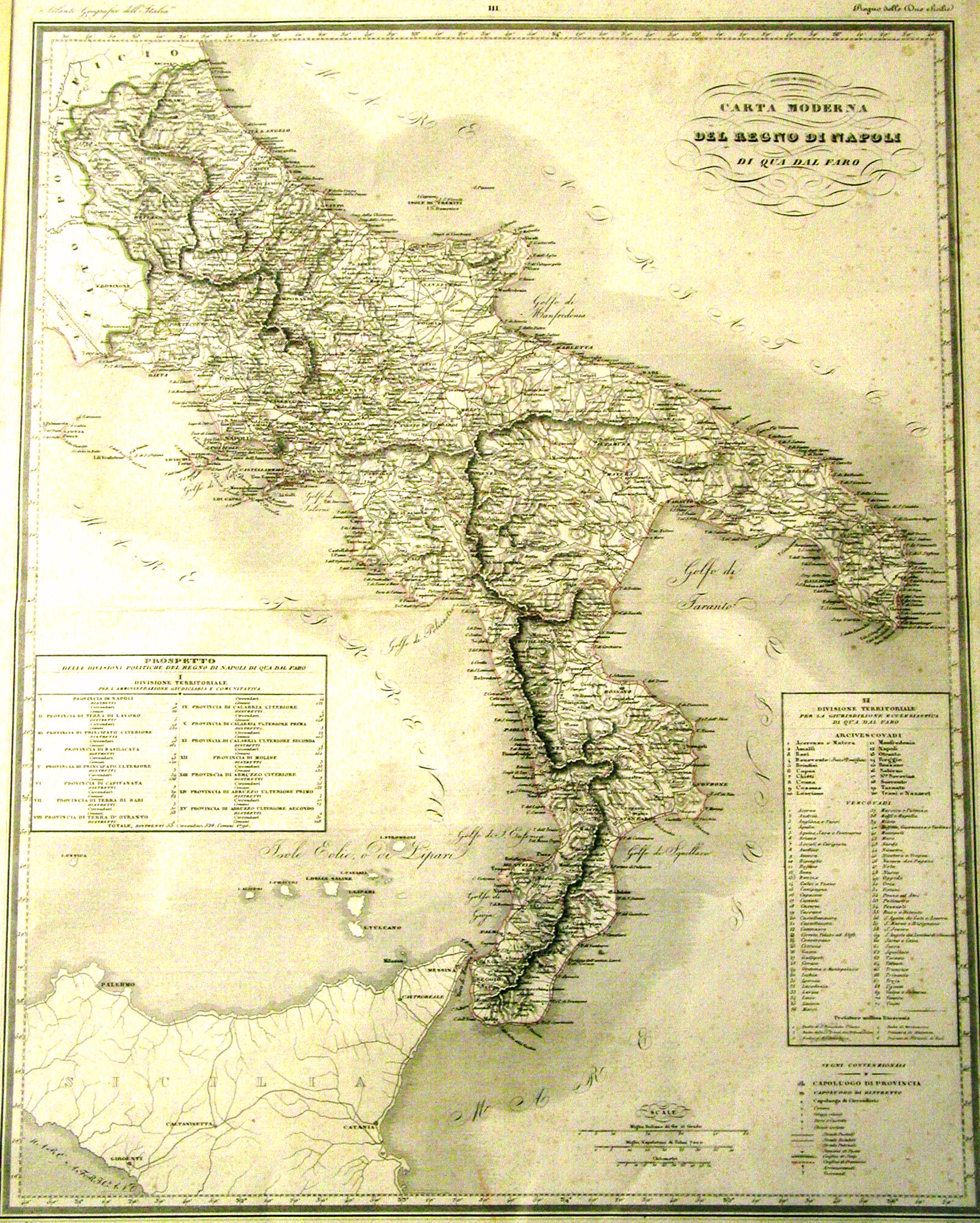
Mapa del Reino de Nápoles.

En 1495 el reino pasa temporalmente de manos de la Corona de Aragón a manos del rey francés, para quedar, después, a manos de la Monarquía Hispánica, tras una de las primeras fases de las llamadas Guerras de Italia entre Francia y las Españas, en la que las tropas castellanas, lideradas por el Gran Capitán, derrotaron en Ceriñola a los franceses.
El siglo XVI fue uno de los periodos más prósperos de la historia napolitana. Los virreyes españoles, que gobernaron el reino en nombre de Fernando II de Aragón, Carlos V y, posteriormente, de Felipe II, restablecieron el orden entre la nobleza local. Entre esos virreyes son particularmente recordados el Conde de Lemos y Pedro de Toledo, por sus reformas urbanísticas de la ciudad. La aristocracia napolitana levantó durante esta época numerosos palacios suntuosos, mientras que la Iglesia de la Contrarreforma construyó numerosas iglesias y monasterios, y en el campo, en los alrededores del Vesubio, se salpicaba de residencias veraniegas. Su puerto era muy activo, y las galeras velaban por la libre circulación de los buques cristianos amenazados por los piratas berberiscos en el mar Tirreno.
En 1556, el rey Felipe II de España, crea el Consejo de Italia, integrando al reino de Nápoles y al reino de Sicilia (a los que posteriormente se sumaría el Estado de Milán), que hasta ese momento se encontraban en el Consejo Supremo de la Corona de Aragón. A finales del siglo XVI, Nápoles se convirtió incluso en una de las bases de la ruta de Flandes, que abastecía de soldados y plata a las guarniciones españolas de Holanda. Este periodo de prosperidad se acabó en el segundo cuarto del siglo XVII. La bancarrota genovesa de 1622 perturbó profundamente la actividad económica del Imperio español, y de Nápoles en particular, donde los intereses genoveses eran importantes. Comprometida en guerras ruinosas, España aumentó la presión fiscal y Nápoles se rebeló en 1647. 
La crisis del siglo XVII culminó en 1656 con la gran epidemia de peste que asoló en pocos meses Nápoles y la Campania. La capital perdió casi tres cuartas partes de sus habitantes y se quebró su vitalidad económica. Cuando en 1707, tras las vicisitudes de la guerra de Sucesión de España, el reino pasó bajo dominio del emperador de Austria, Nápoles no había recuperado todavía su nivel de población de antes de la peste.

## Nápoles borbónica

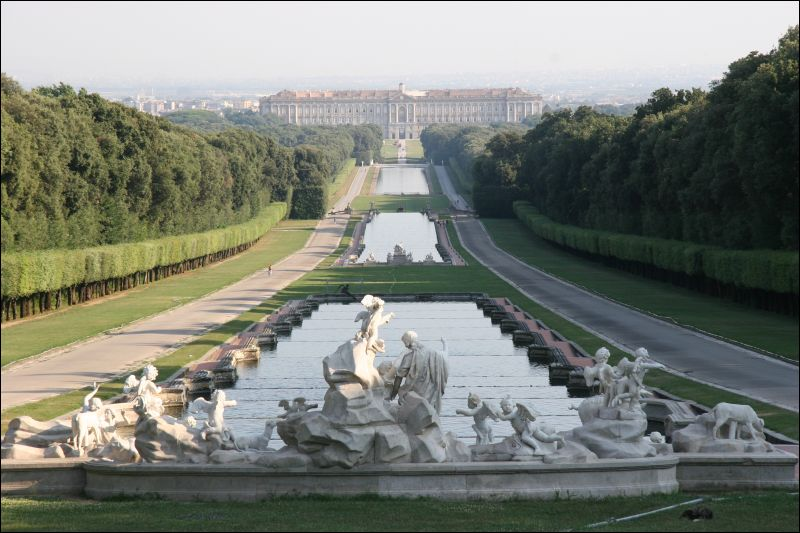
Fachada norte del Palacio Real de Caserta, monumental palacio construido bajo el reinado del rey Carlos.

Con el desmembramiento de la Monarquía Hispánica en el Tratado de Utrecht (1713), el Reino de Nápoles pasó a dominio austriaco, pero casi inmediatamente los españoles trataron de recuperarlos, dando lugar a la guerra de la Cuádruple Alianza. Aprovechando la guerra de sucesión polaca, en 1734, Carlos de Borbón, por entonces duque de Toscana, derrotó a los austriacos con las tropas de su padre Felipe V de España, y recuperó estos reinos para su dinastía. Carlos fue reconocido de inmediato por Francia en virtud del Primer Pacto de Familia. En 1737 lo harían los Estados Pontificios y, a continuación, el resto de los Estados italianos.
A la muerte de su hermano Fernando VI de España, Carlos cedió el trono de Nápoles-Sicilia a su hijo Fernando (IV de Nápoles y III de Sicilia) en 1759 para poder ceñirse la Corona española.
En 1768, Fernando IV se casó con María Carolina de Austria, hija de la emperatriz María Teresa I de Austria y hermana de María Antonieta, reina de Francia. Mientras que Fernando IV solo se preocupó de las relaciones con la Iglesia y de la construcción de obras públicas, como la Academia de Arquitectura de Nápoles o la Casa Vanvitelliana, la nueva reina logró controlar a su marido y participar activamente en el gobierno del reino, llegando poseer una posición de gran poder.
En los primeros años de gobierno, María Carolina se mostró tolerante con los movimientos republicanos. Sin embargo, tras la caída de Luis XVI durante la Revolución francesa, se unió a la Primera Coalición que formaron varios Estados europeos en contra de Francia, instituyendo severas persecuciones contra todos los sospechosos de simpatizar con la causa revolucionaria francesa.

### Ocupación napoleónica

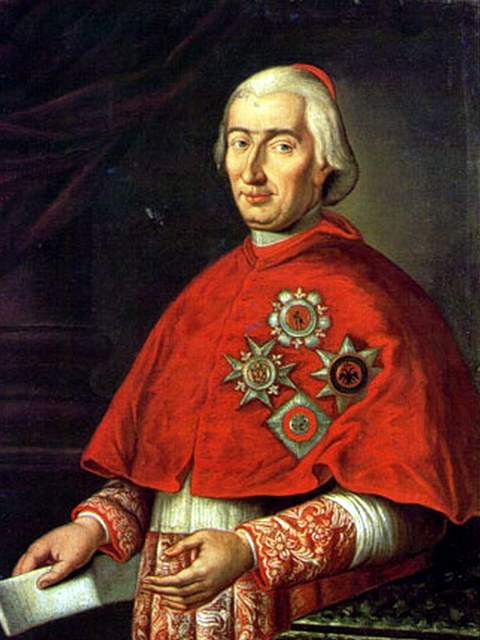
El cardenal Fabrizio Dionigi Ruffo (San Lucido, 16 de septiembre de 1744-Nápoles, 13 de diciembre de 1827). Encabezó las revueltas filoborbónicas en contra de la ocupación francesa.

En 1796, Napoleón Bonaparte invadió Italia y tomó Roma. Fernando IV de Nápoles envió un ejército para frenar a los franceses. Pero el general francés Championnet contraatacó y el ejército napolitano no fue capaz de resistir, retirándose hacia Nápoles y entregando a los franceses todas las fortalezas de los territorios septentrionales del reino, incluyendo Gaeta.  En su marcha hacia Nápoles, el general Championnet se encontró con una fuerte resistencia de campesinos en Abruzzo y Lacio, destacando la que organizó Michele Pezza, apodado Fra Diavolo. Finalmente, los franceses llegaron hasta las puertas de Nápoles. El 22 de diciembre de 1798, el rey abandonó la capital meridional para trasladarse a Sicilia. 
En 1799 un grupo de napolitanos jacobinos proclamaron en la República Partenopea. Este nuevo estado se caracterizó por estar controlado por Francia y por no tener apoyo popular, sobre todo en las provincias, porque la población era leal a su antiguo rey y deseaba el retorno de la monarquía.  A fines de enero, el cardenal Fabrizio Ruffo viajó a Palermo para presentar al rey Fernando un proyecto de reconquista del Reino de Nápoles. Ruffo creó el Ejército Católico Real y Fernando IV restauró la monarquía borbónica, pero después de la victoria en la batalla de Austerlitz el 2 de diciembre de 1805, Napoleón entró en Italia y dominó definitivamente Nápoles, declarando el fin de la dinastía de Borbón y nombrando rey a su hermano José Bonaparte. Fernando volvió a escapar a Sicilia donde, de acuerdo con Gran Bretaña, transformó la isla en un protectorado.

### Reino de las Dos Sicilias

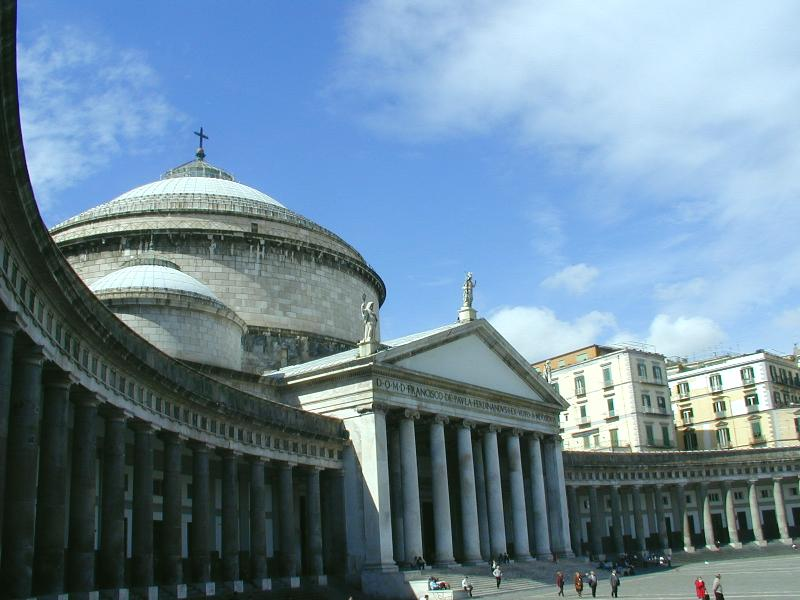
Fernando I organizó la construcción de la Basílica de San Francisco de Paula en la Plaza del Plebiscito, que en ese entonces era llamada Largo di Palazzo.

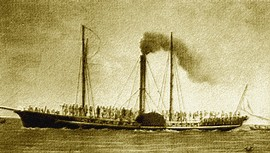
El Fernando I, primer buque a vapor italiano en cruzar el Mediterráneo, zarpó de Nápoles el 27 de septiembre de 1818 y en su primer viaje llegó a Livorno, Génova y Marsella.

Después de veinte años de guerra entre la Francia napoleónica y el resto de las naciones europeas, el Congreso de Viena, iniciado en 1814 y concluido en 1815, basó la reorganización del Viejo Continente en el «principio de legitimidad» por el que se devolvían las tierras a sus antiguos monarcas. En acuerdo con lo que decidió el congreso de Viena, Fernando emitió un decreto por el cual unificaba los reinos de Nápoles y Sicilia en el Reino de las Dos Sicilias. El rey asumió así el título de rey del Reino de las Dos Sicilias, con el nombre de Fernando I. En este reinado el reino vivió un período de prosperidad económica: se redujeron los impuestos, se creó la Bolsa de cambio y se emprendieron muchos nuevos comercios, entre los cuales estaba la pesca de corales. El Reino de las Dos Sicilias poseía en su momento la mejor finanza pública de toda la península italiana, y concentraba, de hecho, más de las dos terceras partes del total del oro de la península.
La agricultura era el sector más fuerte de la economía meridional. Con solo el 36 % de la población de Italia y sin tener grandes llanuras como la del Po, en el sur se producía el 50.4 % de trigo, el 80.2 % de cebada y avena, el 53 % de patatas y el 41.5 % de legumbres de toda la península. La industria era también un sector muy importante. En la Exposición Universal de París (1855), el reino recibió el premio al tercer país con mayor desarrollo industrial del mundo, después de Gran Bretaña y Francia. Con respecto al comercio, Las Dos Sicilias mantenía un activo comercio con países de todas partes del mundo. Fue el único Estado italiano preunitario en enviar buques mercantes a América y a Australia. Esto se debió a la importancia de la flota mercantil meridional, la más numerosa de Italia y la cuarta del mundo, que constaba de unos 9800 buques, el 80 % del total de la península. A esto se le suma que el primer barco a vapor italiano en navegar en el mar mediterráneo (1818), y el primero en llegar a América (1854), eran meridionales.

### Caída del reino y unificación italiana

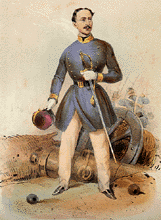
Francisco II de las Dos Sicilias (Nápoles, 16 de enero de 1836-27 de diciembre de 1894), último rey del reino, perdió la corona tras la invasión de Garibladi llamada expedición de los mil.

A mediados del siglo XIX había en la península itálica siete Estados, tres de los cuales  completamente independientes: el Reino de las Dos Sicilias, el Reino de Cerdeña y los Estados Pontificios, mientras, los otros cuatro, se encontraban bajo dominio austriaco, de los cuales uno de manera directa: el Reino Lombardo Veneto, y los restantes tres de manera indirecta: los ducados de Parma y Módena y el Gran Ducado de Toscana.
El Reino de Piamonte-Cerdeña fue el que adoptó una política expansionista y fue el impulsor de la unificación de Italia. Con el apoyo del emperador francés Napoleón III, ya se había anexionado la Lombardía, Véneto, Módena y Parma. También planeaba ocupar el Reino de las Dos Sicilias y los Estados Pontificios para obtener así la unificación italiana.  
Giuseppe Garibaldi, con la llamada Expedición de los Mil, fue quien conquistó el Reino de las Dos Sicilias.  El 6 de mayo de 1860, Garibaldi zarpó del puerto de Quarto (por aquel entonces provincia de Génova y en la actualidad constituyente un barrio de la misma ciudad) con 1.089 hombres, en su mayoría veteranos de las guerras de independencia en los buques Lombardo y Piemonte. Siguió avanzando con poca resistencia hasta Salerno, ciudad muy cerca de Nápoles. Solo en este momento el rey Francisco II de Nápoles se percató del peligro que corría. Decidió retroceder la línea de defensa al río Volturno, ubicado al norte de Nápoles, para evitar el asedio de la capital del reino. Garibaldi entra en la ciudad aclamado por la multitud.
Ya con la capital meridional tomada, el 8 de octubre, el gobierno piamontés emitió un decreto que indicaba un plebiscito a sufragio universal masculino en toda Italia para ratificar la anexión al Piamonte. La fórmula era: El pueblo quiere una Italia unida e indivisible con Víctor Manuel II como rey constitucional y sus sucesores. El sur continental votó el día 21 de octubre. Había tres urnas en cada recinto de voto, dos que contenían las boletas del Sí y No y la otra donde se colocaba el voto. Los resultados en Nápoles fueron 1.032.064 votos por el Sí y 10.302 por el No, lo que da un 99,19% de votos favorables.
El rey Francisco II reorganizó su ejército de 40 000 hombres detrás del río Volturno, pero fue derrotado por los garibaldinos en la llamada batalla del Volturno. Debido a las bajas sufridas en dicha batalla, Garibaldi solicitó ayuda militar al gobierno piamontés y Francisco II quiso aprovechar el estancamiento de los garibaldinos para volver a atacar; pero los generales le aconsejaron reorganizar las fuerzas y entonces se retiró de Capua a Gaeta.
Allí, el rey Francisco II, con sus últimos 20 000 soldados, fue asediado hasta el 13 de febrero de 1861 por el general piamontés Enrico Cialdini con 18 000 soldados. Después de meses de asedio, Francisco II se dio cuenta de la imposibilidad de la victoria y empezó a barajar la opción de la retirada. El 17 de marzo de 1861 se proclama Reino de Italia incorporando a Nápoles y a los demás territorios meridionales.

## Nápoles contemporánea

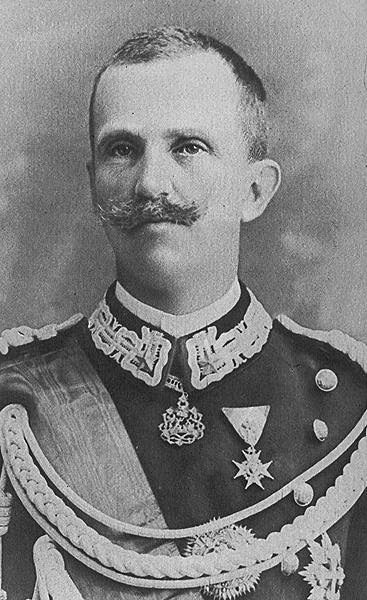
Víctor Manuel III, rey de Italia y emperador de Etiopía, nacido en Nápoles.

Después de la unificación, Nápoles empieza a sufrir un progresivo empobrecimiento. Esto, y el clima de tensión que se vivía en la Europa de preguerra produjeron un período de emigración de habitantes de la ciudad napolitana hacia América. 
Después de la Primera Guerra Mundial, en 1927, Nápoles absorbió los municipios limítrofes y se extendió hacia el oeste, a lo largo del litoral de Chiaia, hacia Posillipo y Vomero, más allá de Fuorigrotta y hacia Bagnoli y los Campos Flégreos. 
El rey de Italia Víctor Manuel III, nacido en Nápoles en 1869, favoreció la imagen turística de su ciudad natal con muchos embellecimientos y mejorías sociales. La construcción del aeropuerto (1936), de los funiculares que suben a Vomero, del metropolitano y de las líneas de tren de cercanías contribuyó a poner fin al aislamiento de la ciudad. Toda la zona sur y noreste de Nápoles se convirtió en área industrial, gracias principalmente al desarrollo de la industria siderúrgica.
Durante la II Guerra Mundial, Campania se convirtió en un campo de batalla tras el desembarco aliado en Sicilia. Los combates fueron encarnizados, pero tras cuatro días de insurrección (26-30 de septiembre de 1943), la población napolitana expulsó a los alemanes y abrió la ciudad a los aliados. 
En la posguerra Nápoles se vuelve en una gran aglomeración que desborda ampliamente su antiguo perímetro histórico. En la ciudad antigua típicamente mediterránea se codean las oficinas de grandes compañías nacionales e internacionales, las administraciones y una población pobre entregada a la artesanía tradicional y a la economía sumergida. 
El 23 de noviembre de 1980 hubo un terremoto que provocó profundas trasformaciones: la ciudad extiende desde entonces sus límites hacia el sur, hacia el este, en la comarca de Nola y en el cinturón de pueblos al pie del Vesubio, y hacia el norte, hasta Caserta y a lo largo de la costa. Desde 1994, para ser sede de la cumbre de los siete países más ricos del mundo, Nápoles emprendió una política de reestructuración que ha cambiado profundamente el perfil de la ciudad. Parte de esta reestructuración se manifiesta en el moderno Centro Direzionale. Es el nombre que recibe la zona de rascacielos próxima a la moderna Stazione Centrale (la principal estación de ferrocarriles de la ciudad). Se empezó a planificar a mediados de los años 1960 con el doble objetivo de descongestionar el centro histórico y de dotar de nuevas oficinas a la administración pública.
Su construcción comenzó en 1985 y contó con diseños de arquitectos tan prestigiosos como Renzo Piano. El edificio más alto es la Torre Telecom Italia (edificio más alto de Italia hasta 2010) que alcanza 129 m, seguido de las Torri Enel 1 & 2 de 122 m. El gobierno regional de Campania ocupa el Consiglio Regionale Campania de 115 m. El Centro Direzionale di Napoli suele sorprender al turista, dado lo difundido del estereotipo de Nápoles como ciudad en crisis y poco industrializada, tópico que comparte un poco con todo el Sur de Italia actualmente.

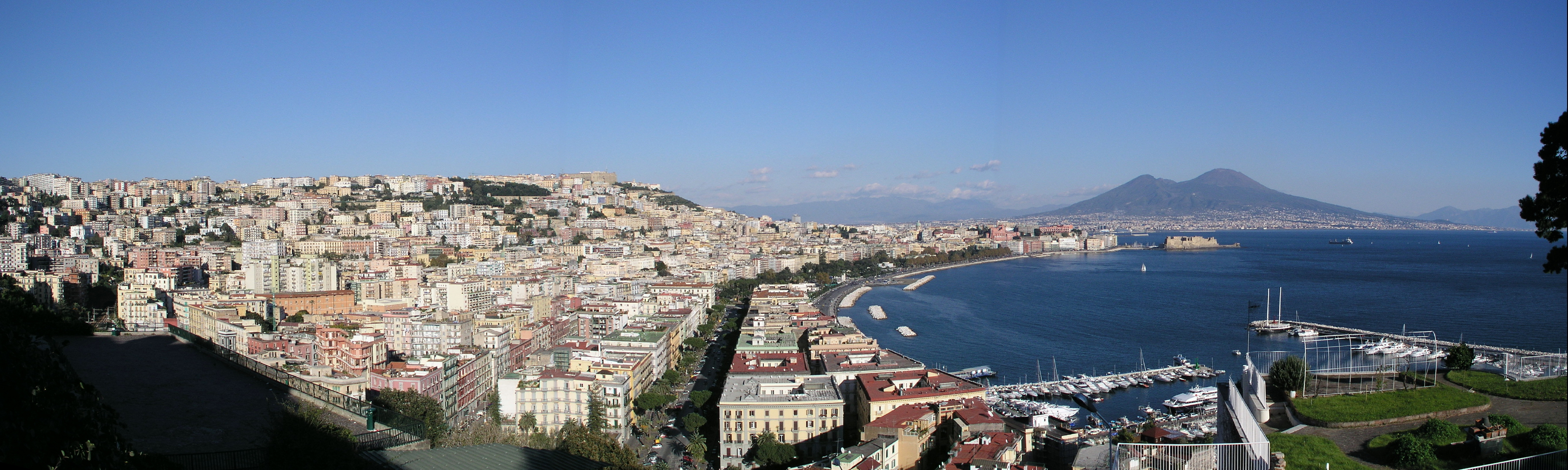
Vista del Golfo de Nápoles y de los barrios occidentales de Nápoles. Al final del paseo marítimo de Chiaia se aprecia el Castel dell'Ovo, justo debajo del volcán Vesubio.

## Cronología
| \| - Polis griega. (Siglo IX o VIII a. C.-326 a. C.) - Imperio Romano (326 a. C.-476 d. C.) - Dominio de Odoacro, rey de los Hérulos. (476-493) - Reino Ostrogodo (493-542) - Imperio Bizantino (542-763) - Ducado de Nápoles, dominio bizantino. (763-1137) - Reino de Sicilia, dominio normando. (1137-1197) - Reino de Sicilia, dominio del Sacro Imperio Romano Germánico. (1197-1266) - Reino de Sicilia, dominio angionino. (1266-1302) - Reino de Nápoles, dominio angionino, rama Anjou-Durazzo. (1302-1442) - Reino de Nápoles, dominio aragonés. (1442-1501) - Reino de Nápoles, virreinato español. (1501-1647) \| \| - República Napolitana, estado independiente. (1647-1648) - Reino de Nápoles, virreinato español. (1648-1713) - Reino de Nápoles, dominio austríaco. (1713-1734) - Reino de Nápoles, dinastía borbónica, estado independiente. (1734-1799) - República Partenopea, república hermana de la Francia revolucionaria. (1799) - Reino de Nápoles, dinastía borbónica, estado independiente. (1799-1805) - Reino de Nápoles, dominio francés. (1805-1816) - Reino de las Dos Sicilias, dinastía borbónica, estado independiente. (1816-1861) - Reino de Italia (1861-1946) - República Italiana (1946-Actualidad) \| |  | |
| - Polis griega. (Siglo IX o VIII a. C.-326 a. C.) - Imperio Romano (326 a. C.-476 d. C.) - Dominio de Odoacro, rey de los Hérulos. (476-493) - Reino Ostrogodo (493-542) - Imperio Bizantino (542-763) - Ducado de Nápoles, dominio bizantino. (763-1137) - Reino de Sicilia, dominio normando. (1137-1197) - Reino de Sicilia, dominio del Sacro Imperio Romano Germánico. (1197-1266) - Reino de Sicilia, dominio angionino. (1266-1302) - Reino de Nápoles, dominio angionino, rama Anjou-Durazzo. (1302-1442) - Reino de Nápoles, dominio aragonés. (1442-1501) - Reino de Nápoles, virreinato español. (1501-1647) |  | - República Napolitana, estado independiente. (1647-1648) - Reino de Nápoles, virreinato español. (1648-1713) - Reino de Nápoles, dominio austríaco. (1713-1734) - Reino de Nápoles, dinastía borbónica, estado independiente. (1734-1799) - República Partenopea, república hermana de la Francia revolucionaria. (1799) - Reino de Nápoles, dinastía borbónica, estado independiente. (1799-1805) - Reino de Nápoles, dominio francés. (1805-1816) - Reino de las Dos Sicilias, dinastía borbónica, estado independiente. (1816-1861) - Reino de Italia (1861-1946) - República Italiana (1946-Actualidad) |